# Jean-Christophe Lagarde
Cet article possède un paronyme, voir Jean-Jacques Lagarde.
Pour les articles homonymes, voir Lagarde.
Jean-Christophe Lagarde, né le 24 octobre 1967 à Châtellerault (Vienne), est un homme politique français qui est maire de Drancy de 2001 à 2017 et député de la 5e circonscription de la Seine-Saint-Denis de 2002 à 2022.
Elu de l’UDF, il soutient son président François Bayrou à la présidentielle 2007, mais participe le mois suivant à la création du Nouveau Centre plutôt que rejoindre le Modem fondé dans la foulée par Bayrou.
Après la présidentielle 2012, en conflit avec les autres dirigeants du Nouveau Centre, il crée Force européenne démocrate, absorbé trois mois après dans l'Union des démocrates et indépendants (UDI) de Jean-Louis Borloo, qui se retire de la vie politique le 13 novembre 2014. Jean-Christophe Lagarde lui succède à la présidence et mène la liste de cette galaxie politique aux  européennes de 2019.
Battu aux législatives de 2022, et au centre de plusieurs controverses et affaires judiciaires, il démissionne de ses autres fonctions politiques, après avoir été condamné à une peine d’emprisonnement avec sursis et à deux ans d’inéligibilité pour détournement de fonds publics.

## Famille et débuts
Sa famille s'installe à Drancy en 1970. Son père est informaticien et sa mère secrétaire. Après une scolarité secondaire dans cette ville, il obtient une licence d'histoire, tout en travaillant comme surveillant dans des collèges du département, puis devient assistant parlementaire de Marc-Philippe Daubresse, député UDF  du Nord de 1992 à 2017 et plusieurs fois ministre entre 2004 et 2010.
En 2001, il épouse Aude Lavail-Lagarde, ancienne militante de l'UDF du Languedoc, qui devient son adjointe à la mairie de Drancy puis lui succède en septembre 2017 après avoir été élue conseillère départementale de Seine Saint-Denis en 2015. Elle est candidate UDI aux élections législatives anticipées de 2024, sous son nom d'usage d'Aude Lagarde, qualifiée au second tour.

## Carrière politique

### Premières campagnes électorales
Entré en politique en 1987 pour la campagne de Raymond Barre à la présidentielle 1988. Dès 1990, il stoppe ses études d'histoire pour être élu président des Jeunes démocrates sociaux (JDS) de Seine-Saint-Denis.
.Éliminé au premier tour face au député communiste sortant Jean-Claude Gayssot dans la 5ème circonscription de Seine Saint-Denis, avec des scores de 20% en 1993 et 18% en 1997, il mène la liste d'union de l'opposition aux municipales de 1995 à Drancy, face à Maurice Nilès, maire PCF. Réélu président des JDS en 1996, puis des "Jeunes UDF", il est conseiller régional d'Île-de-France de 1998 à 2001.[source secondaire souhaitée]

### Premiers mandats, maire et député de Drancy
Aux municipales de 2001, il remporte avec 50,84%  au premier tour la mairie de Drancy, détenue sans discontinuer par le PCF  et Maurice Nilès qui a dirigé la ville pendant près de quarante ans. Il devient député de la circonscription en 2002. Plus jeune vice-président de l'Assemblée nationale le 1er décembre 2006 il est l'un des porte-paroles de François Bayrou lors de présidentielle 2007 mais prend ses distances aux législatives qui suivent même s'il est investi sans l'avoir demandé par l'UDF[réf. nécessaire] et réélu au second tour avec 59,87 % des voix. Deux jours après, il rejoint les députés UDF qui ont soutenu Nicolas Sarkozy entre les deux tours dans le Nouveau centre,.
Le 14 février 2008, il signe l'appel du magazine Marianne pour une vigilance républicaine mais fait alliance avec le Fetia Api (financement : 870 000 d’euros pour le Nouveau Centre et 30 000 euros pour le Fetia Api). Le Fetia Api (« Nouvelle étoile ») est un parti politique de la Polynésie française, proche de l'UDF puis du Nouveau Centre qui le soutient (afin notamment de pouvoir bénéficier du financement public des partis politiques, plus aisé pour les partis qui se présentent outre-mer). 
Vice-président de l'Assemblée nationale du 16 novembre 2010 au juin 2012, après Maurice Leroy, nommé ministre de la Ville dans le gouvernement Fillon 3, mais hostile à la candidature du président de son parti Hervé Morin, il soutient Nicolas Sarkozy à l'présidentielle 2012 par une tribune dans Le Figaro cosigée par les ministres Maurice Leroy et François Sauvadet. Réélu le 17 juin 2012 avec 56,73 %, il devient porte-parole du nouveau groupe centriste UDI présidé par Jean-Louis Borloo à l'Assemblée.
Aux municipales 2008, il est réélu à Drancy, au premier tour avec 69,5 % puis avec 75,06 % le 23 mars 2014 mais démissionne le 12 mai 2017 pour se conformer à la loi sur le cumul des mandats. Son épouse Aude Lagarde, sixième adjointe lui succède puis est élue maire le 2 septembre 2017.
Il parraine la candidature de François Fillon (LR) à la présidentielle 2017 puis est réélu pour un quatrième mandat de député le 18 juin 2017 mais largement battu aux législatives de 2022. Il devient alors l'adjoint à sa femme à Drancy chargé des grands projets, élection est par deux fois invalidée mais réitérée par le conseil municipal du 14 octobre 2022, lui assurant une indemnisation mensuelle de 3 878,99 €, cumulable avec son allocation-chômage d’ancien député. Condamné à deux ans d’inéligibilité, il démissionne finalement en janvier 2023.

### Président de l'UDI
Numéro deux puis président du "Nouveau Centre" créé à l'été 2007 pour scinder l'UDF, il quitte ce parti pour créer le 10 juillet 2012 pour en créer un nouveau, Force européenne démocrate, composante de l'Union des démocrates et indépendants, dont il brigue la présidence le 29 juin 2014, face à Jean-Christophe Fromantin, Hervé Morin et le duo Yves Jégo-Chantal Jouanno, espérant « conquérir le pouvoir » via un « Centre conquérant ». Au premier tour, il devance Hervé Morin (35,9% contre 31,5%), et Yves Jégo, troisième avec 21,5 %, le rallie. Les adhérents UDI de Drancy et Bobigny apportent un soutien massif à Jean-Christophe Lagarde. Son département compte 2 192 votants (dont 1 377 pour Drancy), loin devant les Hauts-de-Seine, fief de la droite, avec 1 193 voix lui permettant de devenir président de l'UDI.
Aux élections régionales de 2015, il est en dernière place de la liste de Valérie Pécresse puis soutient Alain Juppé au premier tour de la primaire française de la droite et du centre de 2016, même si le Nouveau Centre, autre composante de l'UDI qu'il préside, soutient François Fillon au second tour,. Il devient le conseil stratégique de ce dernier aux relations avec les partis puis suspend le soutien de l'UDI le 1er mars 2017 quand Fillon est convoqué par les juges d'instruction dans l'affaire Fillon. 
En décembre 2017, il dit ne plus vouloir d'alliance entre l'UDI et LR en cas d'élection de Laurent Wauquiez à la tête de LR. En décembre 2018, il mène la liste UDI aux européennes de 2019 qui obtient 2,50%, sans élu au Parlement européen.
Affaibli par des poursuites judiciaires, il renonce à ses fonctions de président de l’UDI le 19 octobre 2022,,.

## Positionnement politique

### Fiscalité, numérique et collectivités locales
En 2017, il vote à l'Assemblée nationale un amendement sur la fiscalité des entrepôts demandé par le Medef et la Confédération des petites et moyennes entreprises,, et alerte contre l'ingérence numérique du Cloud Act qui contraint les firmes américaines à fournir des données stockées sur leurs serveurs situés en Europe
En 2018, il demande un règlement européen sur la valorisation des données personnelles obligeant les opérateurs du numérique à les rémunérer et prend position contre la taxe sur les GAFA de Bruno Le Maire, estimant qu"ils la répercuteront sur les PME et les artisans, comme l'annonce Amazon en août 2019.
Il est favorable à la suppression des départements d'Île-de-France, dont les compétences scolaires reviendraient à la Région et les compétences sociales aux établissements publics territoriaux, qui doivent selon lui devenir des « établissements publics classiques » mais juge la baisse des dotations de l'État aux collectivités sous la François Hollande représente un « effort […] trop violent sur un délai trop court, alors qu’il aurait pu être supérieur sur un temps plus long ».

### International
Il est membre du groupe d'études sur le problème du Tibet de l'Assemblée nationale et vice-président du groupe d'amitié France-Qatar de 2007 à 2012.
Pro-européen, il vote cependant en 2004 contre le cinquième élargissement de l'Union européenne risquant, selon lui, de rendre l'Union européenne moins gouvernable,,. Pour les mêmes raisons, il s'oppose à la ratification du traité de Lisbonne en 2008 considérant qu'on « ne pourra pas poursuivre la construction européenne et l'intégration politique avec plus de 27 pays : l'Europe va être paralysée avec les institutions actuelles ». Lors du référendum sur le traité établissant une constitution pour l'Europe en 2005, il fait campagne pour le « non », dénonçant la fin de la volonté fédéraliste européenne et jugeant le texte trop timoré, privilégiant une Europe uniquement économique contre la création d'une Europe politique.
En 2018, il prend position pour une politique migratoire commune dirigée par un « ministère européen des migrations » doté d'une administration fédérale de garde-côtes et de garde-frontières, en gestion du droit d'asile à l'échelle européenne. Le 6 février 2019, il conteste le veto de la Commission européenne sur le projet de fusion Alstom-Siemens, reprochant à l'UE de ne pas se protéger de la concurrence mondiale, notamment chinoise.
Président du groupe d’études de l’Assemblée nationale sur les Kurdes, il écrit en janvier 2019 à Emmanuel Macron pour lui demander d’anticiper un éventuel retrait des troupes américaines, puis, en octobre 2019, à la suite de l'offensive de l'armée turque dans le nord de la Syrie, il demande des sanctions financières contre la Turquie.

### Signes religieux, cannabis et mariage homosexuel
- En 2004, il a voté contre la loi sur les signes religieux dans les écoles publiques[55], les cas problématiques juge peu nombreux. Dans son livre d'entretiens avec le journaliste Jean-François Achilli en 2008, ill estime que l'État doit « trouver la place de l'islam en France »[56].

- En 2007, il instaure la gratuité de la restauration scolaire dans la communauté de communes Le Bourget-Drancy avec une proposition de loi pour la généraliser à toute la France[57] et se prononce en faveur de la légalisation du cannabis, estimant que « les gains en termes de sécurité publique seraient considérables, car on pourrait ainsi éviter que se constituent à tous niveaux les mafias de la drogue » les problèmes de santé publique se posant « de toute façon même avec la prohibition » [58].

- En 2013, il vote en faveur du projet de loi sur le mariage homosexuel[59].

## Affaires judiciaires

### Atteintes à la probité

#### Favoritisme et abus de pouvoir
Plusieurs procédures lancées en 2010 quand est pressentie son entrée au gouvernement, entraînent sa condamnation en décembre 2012 à 5 000 euros d’amende pour attribution illégale de marché public, dans le cadre d’une procédure de comparution sur reconnaissance préalable de culpabilité.
Le 28 juin 2013, il est relaxé des poursuites pour favoritisme dans un dossier d'attribution de marché public accordé à un architecte pour la tribune du stade Guy-Môquet, à Drancy. Le jugement est confirmé par la cour d'appel de Paris le 29 juin 2015.

#### Emplois fictifs de sa bèlle-mère comme assistante parlementaire
En 2019, une enquête préliminaire et des perquisitions du parquet national financier (PNF) mettent en cause l'activité d'assistante parlementaire d'Aude Lavail-Lagarde entre 2002 et 2014 et de sa mère Monique Escolier-Lavail, entre mai 2009 et août 2010, rémunérées de 39 000 euros de salaires contre l'écriture d'un livre sur les PME qui n'a jamais été publié,, à la suite de la plainte en octobre 2017 d'Hacène Chibane, conseiller municipal d'opposition.
Le 3 octobre 2022, le PNF requiert un an de prison avec sursis et privation des droits civiques de cinq ans. Le 7 décembre 2022, le tribunal le juge coupable de détournement de fonds publics dans le cadre d'un contrat « atypique, occulte ». Il est condamné à 10 mois de prison avec sursis, 60 000 euros d'amende et deux ans d'inéligibilité pour l'emploi fictif de sa belle-mère, qui avec lui doit payer 75 000 euros de dommages et intérêts à l'Assemblée nationale.
Dès 2013, l'association de soutien à son action municipale avait remboursé 51 712 euros à la municipalité de Drancy, afin d'éteindre les poursuites.
Le 29 juin 2017, il avait estimé que son indemnité de député, rapportée au nombre d'heures travaillés, le plaçait sous le salaire moyen des Français (2 957 euros bruts par mois),.

### Infractions pénales

#### Plainte d'Aziz Zemouri, journaliste duPointpour abus de confiance
Le 28 juin 2022, une plainte pour abus de confiance est déposée contre lui par Aziz Zemouri, journaliste du Point, qui estime s'être fait manipuler pour publier un article à charge contre Raquel Garrido, candidate de La France insoumise, opposée à Jean-Christophe Lagarde durant les élections législatives de 2022 en Seine-Saint-Denis,. Il est mis en garde à vue le 7 septembre 2022 suivant dans le cadre de cette affaire, l'un de ses anciens collaborateurs aussi,,.
Le 8 décembre 2024, Jean-Christophe Lagarde est mis en examen dans cette affaire. Il est poursuivi pour escroquerie en bande organisée et recel de biens provenant d’un vol.

#### Détention d'arme
Le 11 mars 2021, il est placé en garde à vue pour détention d'arme. Ses proches auraient signalé une tentative de suicide.

### Controverses

#### Clientélisme et recours à des personnes condamnées en justice
Fin novembre 2017, dans l'émission télévisée Pièces à conviction, le conseiller municipal d'opposition Hacène Chibane dénonce sa gestion à Drancy et celle de son épouse Aude Lagarde, utilisant des associations comme « bras armé pour tenir la ville », via des subventions. Ces pratiques sont aussi dénoncées dans la mairie voisine de Bobigny (passée aussi à l'UDI).
Début 2020, il est au centre du livre Le Maire et les Barbares, enquête de la journaliste à l'AFP Ève Szeftel sur le clientélisme, qui détaille sa proximité avec Stéphane de Paoli, maire UDI de Bobigny de 2014 à 2020 et les accuse de méthodes clientélistes, impliquant des personnes du milieu criminel condamnées en justice, des jeunes issus des cités de la ville et des responsables religieux,. Le 17 mars 2021, il est condamné pour procédure abusive contre un conseiller municipal d'opposition.
En novembre 2022, il est débouté de sa plainte en diffamation et fait appel. Cité à comparaître par la défense, l'ancien préfet de la Seine-Saint-Denis Georges-François Leclerc relate à l'audience du 19 septembre des « actes graves et délibérés » et « des points de croisement incontestables entre ce qui est relaté dans ce livre et le contrôle de légalité que j'ai eu à pratiquer » à la municipalité de Bobigny.
En février 2025, la cour d'appel de Paris met hors de cause Eve Szeftel pour l'ensemble des faits de diffamation dénoncés par Jean-Christophe Lagarde, motivant sa décision par des vices de procédure liés à des délais de prescription.

#### Accusations de communautarisme
En septembre 2007, il reconnait avoir caché la construction d'une mosquée à Drancy, pour éviter des tensions puis revient sur le sujet en 2008 dans Les Hypocrisies françaises, estimant que l'État doit « trouver la place de l'islam en France », afin d'éviter que cette religion ne soit une arme aux mains d'États étrangers. En 2010, il dément avoir « caché » la construction de cette mosquée, mais « simplement voulu éviter d'en faire un symbole ou un sujet de polémique. […] Ayant tenu la presse à l'écart […], je me suis attiré ce titre vengeur et fallacieux du Parisien car ils n'avaient pas aimé ne pas être les premiers informés ».
Le 13 février 2020, Le Point publie un dossier consacré au « communautarisme » avec sa photographie. Il répond par un communiqué de presse utilisant une citation du ministre de la propagande nazi, Joseph Goebbels, en mentionnant clairement le nom de son auteur,.

#### Interpellation d'Éric Zemmour
Le 21 novembre 2021 sur France Info, il interpelle Éric Zemmour: « se foutre du monde au point de dire 'je suis un RPR', Monsieur Zemmour, si Monsieur Pasqua était là, il te filerait une balle dans la tête  » puis regrette une «  expression totalement inappropriée  ». 
Plusieurs personnalités ont condamné ces propos. Éric Ciotti dénonce « une déclaration d'une violence inouïe qui mérite des sanctions exemplaires ». Pour le LR Bernard Carayon, « qu’un centriste, le comble, prête au défunt Charles Pasqua des intentions de meurtre est insupportable ».

## Publication
- Les Hypocrisies françaises, Le Cherche midi éditeur, 2008 [présentation en ligne]

## Synthèse des résultats électoraux

### Élections législatives
| Année | Parti | Parti | Circonscription            | 1er tour | 1er tour | 1er tour | 2d tour | 2d tour | 2d tour | Issue |
| Année | Parti | Parti | Circonscription            | Voix     | %        | Rang     | Voix    | %       | Rang    | Issue |
| ----- | ----- | ----- | -------------------------- | -------- | -------- | -------- | ------- | ------- | ------- | ----- |
| 1993  |       | UDF   | 5e de la Seine-Saint-Denis | 6 704    | 20,48    | 3e       |         |         |         | Battu |
| 1997  | 5 759 | UDF   | 5e de la Seine-Saint-Denis | 18,43    | 3e       |          |         |         | Battu   |       |
| 2002  | 9 130 | UDF   | 5e de la Seine-Saint-Denis | 33,53    | 1er      | 12 706   | 50,04   | 1er     | Élu     |       |
| 2007  |       | DVD   | 5e de la Seine-Saint-Denis | 12 748   | 45,95    | 1er      | 15 795  | 59,87   | 1er     | Élu   |
| 2012  |       | NC    | 5e de la Seine-Saint-Denis | 12 868   | 43,46    | 1er      | 16 128  | 56,73   | 1er     | Élu   |
| 2017  |       | UDI   | 5e de la Seine-Saint-Denis | 8 691    | 36,55    | 1er      | 12 745  | 66,10   | 1er     | Élu   |
| 2022  | 7 745 | UDI   | 5e de la Seine-Saint-Denis | 33,41    | 2e       | 11 394   | 46,50   | 2e      | Battu   |       |

### Élections municipales
Les résultats ci-dessous concernent uniquement les élections où il est tête de liste.
| Année | Liste | Liste | Commune | 1er tour | 1er tour | 1er tour | 2d tour | 2d tour | 2d tour | Sièges obtenus |
| Année | Liste | Liste | Commune | Voix     | %        | Rang     | Voix    | %       | Rang    | Sièges obtenus |
| ----- | ----- | ----- | ------- | -------- | -------- | -------- | ------- | ------- | ------- | -------------- |
| 1995  |       | UDF   | Drancy  | NC       | 30,75    | 2e       | NC      | 36,68   | 2e      | 9 / 49         |
| 2001  | 7 901 | UDF   | Drancy  | 50,84    | 1er      |          |         |         | NC      |                |
| 2008  |       | NC    | Drancy  | 12 385   | 69,47    | 1er      |         |         |         | 42 / 49        |
| 2014  |       | UDI   | Drancy  | 12 595   | 75,06    | 1er      |         |         |         | 45 / 49        |

### Élections européennes
Les résultats ci-dessous concernent uniquement les élections où il est tête de liste.
| Année | Parti | Parti | Circonscription | Voix    | %    | Rang | Sièges |
| ----- | ----- | ----- | --------------- | ------- | ---- | ---- | ------ |
| 2019  |       | UDI   | France          | 566 057 | 2,50 | 9e   | 0 / 79 |

### Élections cantonales
| Année | Parti | Parti | Canton     | 1er tour | 1er tour | 1er tour | 2d tour | 2d tour | 2d tour | Issue |
| Année | Parti | Parti | Canton     | Voix     | %        | Rang     | Voix    | %       | Rang    | Issue |
| ----- | ----- | ----- | ---------- | -------- | -------- | -------- | ------- | ------- | ------- | ----- |
| 2001  |       | UDF   | Le Bourget | 4 875    | 39,37    | 1er      | 6 381   | 61,39   | 1er     | Élu   |

## Détail des mandats et fonctions
- Anciens mandats locaux:
  - 20/03/1989 - 18/06/1995 : membre du conseil municipal de Drancy (Seine-Saint-Denis)
  - 19/06/1995 - 18/03/2001 : membre du conseil municipal de Drancy (Seine-Saint-Denis)
  - 16/03/1998 - 17/12/2002 : membre du conseil régional d'Île-de-France
  - 19/03/2001 - 02/01/2003 : membre du conseil général de la Seine-Saint-Denis
  - 17/03/2001 - 02/09/2017 : maire de Drancy (Seine-Saint-Denis)
  - 02/09/2017 - 13/10/2022 : membre du conseil municipal de Drancy (Seine-Saint-Denis)
  - 14/10/2022 - 31/12/2022 : adjoint au maire de Drancy (Seine-Saint-Denis)
- Anciens mandats nationaux:
  - Député de la cinquième circonscription de la Seine-Saint-Denis élu le 16 juin 2002, réélu le 17 juin 2007, réélu le 17 juin 2012, réélu le 18 juin 2017
  - 19/06/2002 - 19/06/2007 : secrétaire de la commission des Lois à l'Assemblée nationale
  - 01/12/2006 - 19/06/2007 : vice-président de l'Assemblée nationale
  - 16/11/2010 - 19/06/2012 : vice-président de l'Assemblée nationale
  - 20/06/2007 - 19/06/2012 : vice-président de la commission des Lois de l'Assemblée nationale
  - 28/06/2017 - 21/06/2022 : membre de la commission de la défense nationale et des forces armées de l'Assemblée nationale
- Partis politiques :
  - Président de l'UDF de la Seine-Saint-Denis en 2004
  - 19/06/2007 - 2012 : Membre de Les Centristes - Le Nouveau Centre
  - 17/05/2008 - 2012 : Président exécutif du Nouveau centre
  - 10/2012 - 11/2014 : Secrétaire général de l'UDI
  - 10/07/2012 - 27/06/2015 : Président de Force européenne démocrate
  - 13/11/2014 - 20/10/2022 : Président de l'UDI